# Jeung Shan
Jeung Shan (chinois : 象山 ; cantonais Jyutping : zoeng6 saan1), ou Middle Hill, est un sommet de Hong Kong situé à l'est de New Kowloon et culminant à une altitude de 585 mètres, appartenant à la même chaîne de collines que celle du pic Kowloon.
Jeung Shan, situé au sein du parc rural de Ma On Shan, est entouré par les sommets du Tung Shan et du pic Kowloon, de même qu'il est encerclé par les routes Fei Ngo Shan et Jat's Incline. Le sommet est placé sur une ligne de partage des eaux qui fait office de limite administrative entre les districts de Sai Kung et de Wong Tai Sin.
La route de Jat's Incline, d'où il est possible d'apercevoir au loin Temple Hill, passe à l'ouest du Jeung Shan. Le nord et le sud du sommet donnent sur le prolongement de la chaîne de collines du pic Kowloon. À l'est, dans une partie du district de Sai Kung, la route du pic de Kowloon se fraie un chemin vers le cimetière de Pak Fa Lam, où repose la mère de Sun Yat-sen, et vers les environs de l'ancienne route de Sai Kung.